# Turócbeszterce
Turócbeszterce (1899-ig Bisztricska, szlovákul Bystrička) község Szlovákiában, a Zsolnai kerületben, a Turócszentmártoni járásban.

## Fekvése
Turócszentmártontól 3 km-re délnyugatra.

## Története
A régészeti leletek tanúsága szerint már a 9. századtól település volt itt, mely kovácsaival, fazekasaival a környék kézművesiparának centrumává fejlődött.
A falu neve 1258-ban „villa Bistricha” alakban tűnik fel először a forrásokban, szomszédos településként „Besterce” néven. A falu keletkezését történészek 1284 előttre datálják. 1309-ben szerepel abban az okiratban, amelyben a mai Draskócvölgye helyén egykor volt Jordán nevű területről rendelkeznek. Középkori templomát Szent Péter tiszteletére szentelték. 1324-ig királyi birtok, ettől kezdve azonban már nemesi tulajdon. Első ismert birtokosa Beke fia János, majd részben a középkor végéig a nagyselmeci uradalom része, különböző nemesi családok birtoka. A 15. század végén Blatnica várának tartozéka. A mohácsi csatát megelőzően Tomka László szerzi meg Folkus Péter itteni birtokát. Később részben a Beniczky család tulajdona, a falu más részén a Lehoczky család szerez birtokot, s a 20. századig lényegében nem változnak birtokosai. A 16. században lakói reformátusok lettek. 1630-ban a Tomka családnak egy, a Lehoczkyaknak két kúriájuk állt a faluban. 1715-ben 23 háztartás volt a településen, 1785-ben 99 házában 659 lakost írtak össze.
A 18. század végén Vályi András így ír róla: „BISZTRITSKA. Tót falu Turocz Vármegyében, birtokosai külömbféle Urak, fekszik Kis Szoczócznak szomszédságában, mellynek filiája, hajdan Bisztriczei János birtoka volt, a’ mint KÁROLY Királynak diplómája mutatya; szántó földgyei, ’s legelője is jó, hasonló nevű patak mossa határját, hegyein egy nagy tó van, réttyei kétszer kaszáltatnak, legelője elég, piatzozása Szent Mártonon, és Mosóczon, fája tűzre szabad; első Osztálybéli.”
1828-ban 82 házban 842 lakos élt.
Fényes Elek 1851-ben kiadott geográfiai szótárában így ír a faluról: „Bisztricska, tót falu, Thurócz vármegyében, közel a Thurócz vizéhez, Sz.-Mártontól dél nyugotra 1/2 órányira. Számlál 215 kath., 570 evang., 24 zsidó lak. Rétje legelője igen jó; erdeje nagy, patakján számos liszt- és fürészmalmokkal bir. Lakosai olajjal kereskednek; hegyén egy tavat szemlélhetni. F. u. többen. Ut. p. Thurócz-Zsámbokrét.”
A trianoni diktátumig Turóc vármegye Turócszentmártoni járásához tartozott.

## Népessége
| Év:            | 1994. | 2004.    | 2014.   | 2024.   |
| -------------- | ----- | -------- | ------- | ------- |
| Emberek száma: | 1188  | 1379     | 1445    | 1490    |
| Eltérés:       |       | +16,07 % | +4,78 % | +3,11 % |

| Év:            | 2023. | 2024.   |
| -------------- | ----- | ------- |
| Emberek száma: | 1486  | 1490    |
| Eltérés:       |       | +0,26 % |

1910-ben 635-en lakták, ebből 631 szlovák, 2-2 magyar és német.
2001-ben 1262 lakosából 1229 szlovák volt.
2011-ben 1413 lakosából 1353 szlovák.

## Neves személyek
- Itt született 1721-ben Carlowszky János (Ján Karlovský) filozófus, tanár, a késmárki gimnázium és az eperjesi evangélikus kollégium rektora.
- Itt született 1731-ben Institoris Mihály ágostai evangélikus lelkész.
- Itt született 1772-ben Blahó Máté egyházi író.
- Itt született 1783-ban Matej Daniel Ševrlay, a selmecbányai evangélikus líceum tanára.
- Itt született 1847-ben Lehoczky Vilmos országgyűlési képviselő.
- Itt szolgált Dubniczai István (1675-1725) katolikus pap.

## Nevezetességei

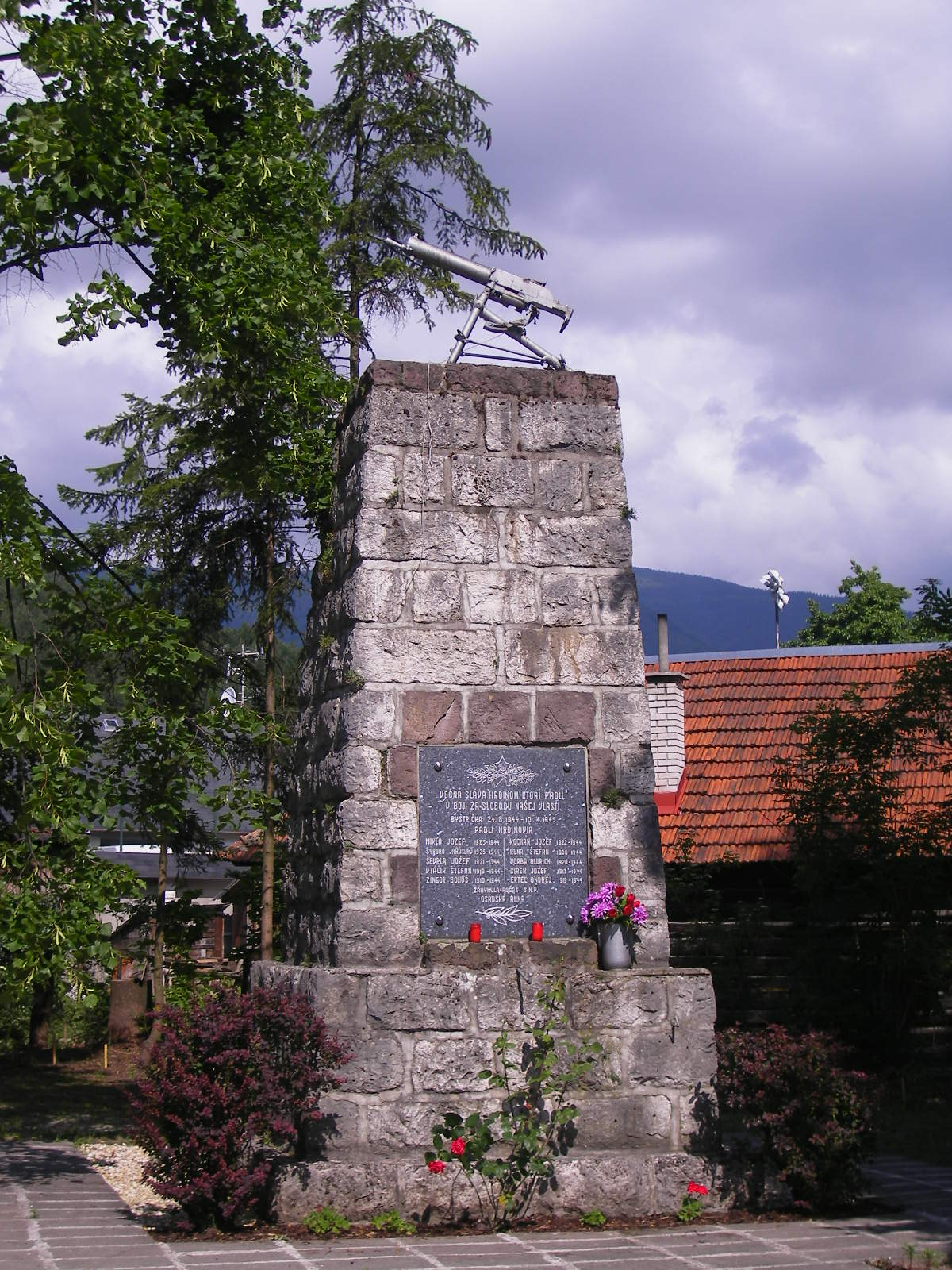
A Szlovák Nemzeti Felkelés emlékműve
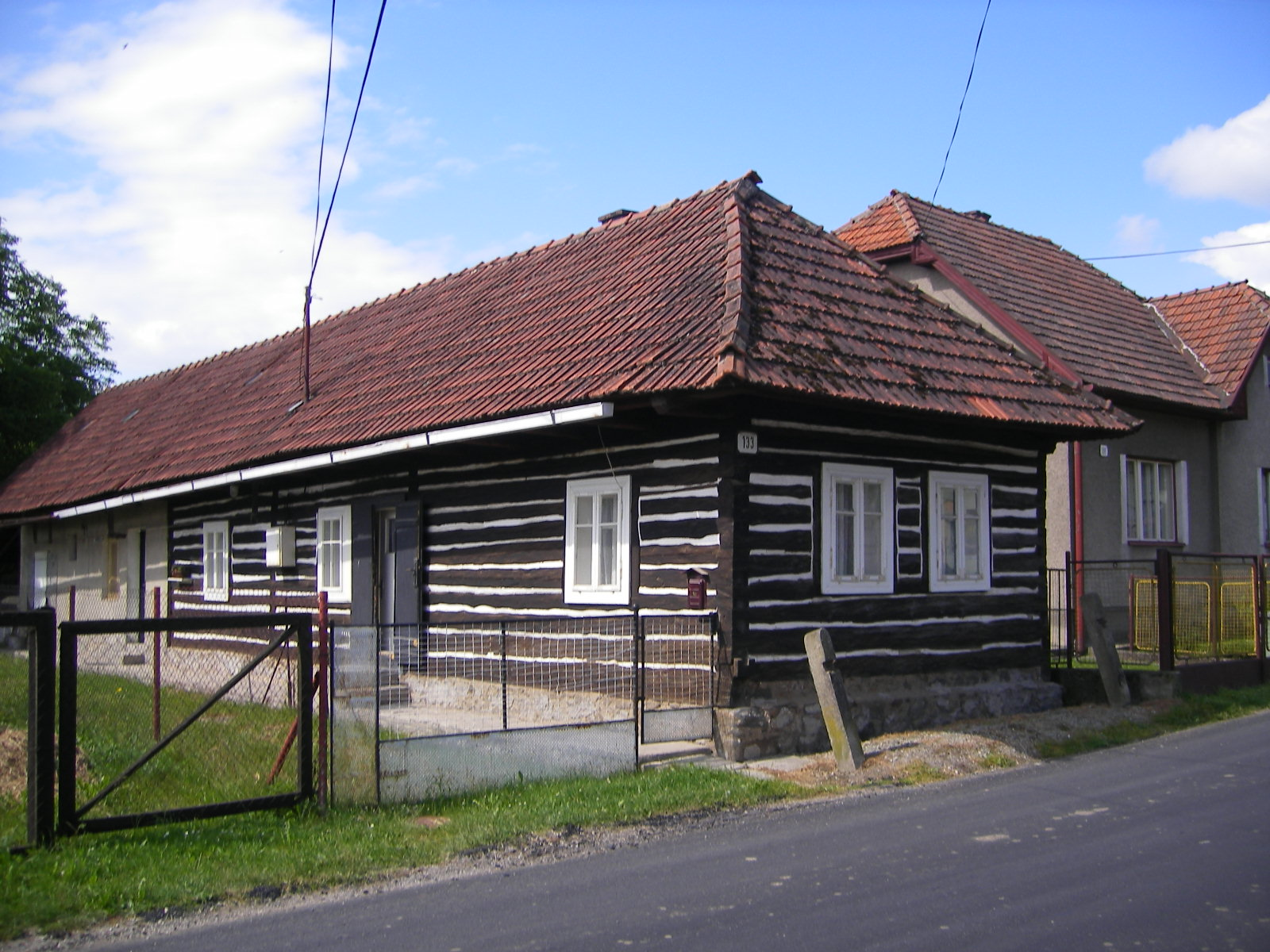
Hagyományos faház Turócbesztercén

## Külső hivatkozások
- Hivatalos oldal
- Községinfó
- Turócbeszterce Szlovákia térképén
- E-obce.sk Archiválva 2008. december 7-i dátummal a Wayback Machine-ben